# 1950-es férfi kosárlabda-világbajnokság
Az 1950-es férfi kosárlabda-világbajnokság az 1. volt a sportág történetében. A világbajnokságot Argentínában, Buenos Airesben rendezték 1950. október 22. és november 3. között. A tornán 10 csapat vett részt.

## Résztvevők
| Első selejtezőkör                         | Második selejtezőkör                                                              | Visszalépett |
| ----------------------------------------- | --------------------------------------------------------------------------------- | ------------ |
| - Egyiptom - Peru - Jugoszlávia - Ecuador | - Argentína - Brazília - Chile - Franciaország - Spanyolország - Egyesült Államok | - Uruguay    |

## Előselejtező kör

### Első fázis
| 1950. október 22. | Peru | 33–27 | Jugoszlávia | Buenos Aires |
| 1950. október 22. |      |       |             | Buenos Aires |

| 1950. október 22. | Egyiptom | 43–37 | Ecuador | Buenos Aires |
| 1950. október 22. |          |       |         | Buenos Aires |

- Egyiptom és Peru a selejtezőkör 2. fázisában folytatta.
- Jugoszlávia és Ecuador a visszavágókör 1. fázisban folytatta.

### Második fázis
| 1950. október 23. | Egyesült Államok | 37–33 | Chile | Buenos Aires |
| 1950. október 23. |                  |       |       | Buenos Aires |

| 1950. október 23. | Argentína | 56–40 | Franciaország | Buenos Aires |
| 1950. október 23. |           |       |               | Buenos Aires |

| 1950. október 23. | Peru | 33–40 | Brazília | Buenos Aires |
| 1950. október 23. |      |       |          | Buenos Aires |

| 1950. október 23. | Spanyolország | 56–57 | Egyiptom | Buenos Aires |
| 1950. október 23. |               |       |          | Buenos Aires |

- Argentína, Brazília, Egyiptom és az Egyesült Államok a döntő körben folytatta.
- Chile és Franciaország a visszavágókör 1. fázisban folytatta.
- Peru és Spanyolország a visszavágókör 2. fázisban folytatta.

## Visszavágókör

### Első fázis
| 1950. október 24. | Chile | 40–24 | Jugoszlávia | Buenos Aires |
| 1950. október 24. |       |       |             | Buenos Aires |

| 1950. október 24. | Ecuador | 43–48 | Franciaország | Buenos Aires |
| 1950. október 24. |         |       |               | Buenos Aires |

- Chile és Franciaország a visszavágókör 2. fázisban folytatta.
- Ecuador és Jugoszlávia a helyosztókörben folytatta.

### Második fázis
| 1950. október 25. | Spanyolország | 40–54 | Chile | Buenos Aires |
| 1950. október 25. |               |       |       | Buenos Aires |

| 1950. október 25. | Franciaország | 49–46 (h. u.) | Peru | Buenos Aires |
| 1950. október 25. |               |               |      | Buenos Aires |

- Chile és Franciaország a döntőkörben folytatta.
- Peru és Spanyolország a helyosztókörben folytatta.

## Helyosztókör
| #  | Csapat        | P | Gy | V | DP  | KP  | PK  |
| -- | ------------- | - | -- | - | --- | --- | --- |
| 7  | Peru          | 6 | 3  | 0 | 140 | 123 | +17 |
| 8  | Ecuador       | 5 | 2  | 1 | 142 | 140 | +2  |
| 9  | Spanyolország | 4 | 1  | 2 | 89  | 97  | -8  |
| 10 | Jugoszlávia   | 3 | 0  | 3 | 83  | 93  | -10 |

| 1950. október 27. | Ecuador | 45–40 | Jugoszlávia | Buenos Aires |
| 1950. október 27. |         |       |             | Buenos Aires |

| 1950. október 27. | Peru | 43–37 | Spanyolország | Buenos Aires |
| 1950. október 27. |      |       |               | Buenos Aires |

| 1950. október 29. | Peru | 46–43 (h. u.) | Jugoszlávia | Buenos Aires |
| 1950. október 29. |      |               |             | Buenos Aires |

| 1950. október 29. | Ecuador | 54–50 | Spanyolország | Buenos Aires |
| 1950. október 29. |         |       |               | Buenos Aires |

| 1950. október 30. | Spanyolország | 2–0 (Játék nélkül) | Jugoszlávia | Buenos Aires |
| 1950. október 30. |               |                    |             | Buenos Aires |

| 1950. október 30. | Ecuador | 43–51 | Peru | Buenos Aires |
| 1950. október 30. |         |       |      | Buenos Aires |

## Döntő csoportkör
| 1950. október 27. | Chile | 48–44 | Franciaország | Buenos Aires |
| 1950. október 27. |       |       |               | Buenos Aires |

| 1950. október 27. | Egyiptom | 32–34 | Egyesült Államok | Buenos Aires |
| 1950. október 27. |          |       |                  | Buenos Aires |

| 1950. október 29. | Egyiptom | 31–28 | Franciaország | Buenos Aires |
| 1950. október 29. |          |       |               | Buenos Aires |

| 1950. október 29. | Argentína | 40–35 | Brazília | Buenos Aires |
| 1950. október 29. |           |       |          | Buenos Aires |

| 1950. október 30. | Argentína | 62–41 | Chile | Buenos Aires |
| 1950. október 30. |           |       |       | Buenos Aires |

| 1950. október 30. | Brazília | 42–45 | Egyesült Államok | Buenos Aires |
| 1950. október 30. |          |       |                  | Buenos Aires |

| 1950. október 31. | Brazília | 38–19 | Egyiptom | Buenos Aires |
| 1950. október 31. |          |       |          | Buenos Aires |

| 1950. október 31. | Argentína | 66–41 | Franciaország | Buenos Aires |
| 1950. október 31. |           |       |               | Buenos Aires |

| 1950. november 1. | Chile | 29–44 | Egyesült Államok | Buenos Aires |
| 1950. november 1. |       |       |                  | Buenos Aires |

| 1950. november 1. | Argentína | 68–33 | Egyiptom | Buenos Aires |
| 1950. november 1. |           |       |          | Buenos Aires |

| 1950. november 2. | Franciaország | 33–48 | Egyesült Államok | Buenos Aires |
| 1950. november 2. |               |       |                  | Buenos Aires |

| 1950. november 2. | Brazília | 40–51 | Chile | Buenos Aires |
| 1950. november 2. |          |       |       | Buenos Aires |

| 1950. november 3. | Chile | 40–43 | Egyiptom | Buenos Aires |
| 1950. november 3. |       |       |          | Buenos Aires |

| 1950. november 3. | Brazília | 59–27 | Franciaország | Buenos Aires |
| 1950. november 3. |          |       |               | Buenos Aires |

| 1950. november 3. | Argentína | 64–50 | Egyesült Államok | Buenos Aires |
| 1950. november 3. |           |       |                  | Buenos Aires |

| Helyezés | Csapat           | M | Gy | V | P+  | P–  | Pk   | P  |
| -------- | ---------------- | - | -- | - | --- | --- | ---- | -- |
| Arany    | Argentína        | 5 | 5  | 0 | 300 | 200 | +100 | 10 |
| Ezüst    | Egyesült Államok | 5 | 4  | 1 | 221 | 200 | +21  | 9  |
| Bronz    | Chile            | 5 | 2  | 3 | 209 | 233 | –24  | 7  |
| 4.       | Brazília         | 5 | 2  | 3 | 214 | 182 | +32  | 7  |
| 5.       | Egyiptom         | 5 | 2  | 3 | 158 | 208 | –50  | 7  |
| 6.       | Franciaország    | 5 | 0  | 4 | 173 | 252 | –79  | 5  |

| Az 1950-es férfi kosárlabda-világbajnokság győztese |
| --------------------------------------------------- |
| · Argentína · 1. cím                                |

## Végeredmény
| Helyezés | Csapat           | Mérleg |
| -------- | ---------------- | ------ |
| 1.       | Argentína        | 6-0    |
| 2.       | Egyesült Államok | 5-1    |
| 3.       | Chile            | 4-4    |
| 4.       | Brazília         | 3-3    |
| 5.       | Egyiptom         | 4-3    |
| 6.       | Franciaország    | 2-6    |
| 7.       | Peru             | 4-2    |
| 8.       | Ecuador          | 2-3    |
| 9.       | Jugoszlávia      | 0-5    |
| 10.      | Spanyolország    | 1-4    |